# Intel Viiv
La tecnología Intel Viiv está diseñada para el disfrute del entretenimiento digital en el hogar. Esta tecnología comprenden tanto software como hardware y servicios de entretenimiento en línea. Según la especificación de Intel, siempre llevará un procesador de doble núcleo.
Intel Viiv busca una plataforma para acceder, compartir y gestionar contenidos multimedia. Se pretende ofrecer servicios en línea de entretenimiento, tales como películas, vídeos, música y juegos de guerra en línea a través de un ordenador personal con componentes de hardware y software compatibles con Intel Viiv.